# OVW Southern Tag Team Championship
O OVW Southern Tag Team Championship é o título tag team da Ohio Valley Wrestling. Criado em 1997, os primeiros campeões foram Nick Dinsmore e Flash Flanagan.